# Manoel Ribas
Manoel Ribas là một đô thị thuộc bang Paraná, Brasil. Đô thị này có diện tích 571,338 km², dân số năm 2007 là 13119 người, mật độ 24,1 người/km².